# Ngọc Châu (xã)
Ngọc Châu là một xã thuộc huyện Tân Yên, tỉnh Bắc Giang, Việt Nam.
Xã Ngọc Châu có diện tích 9,56 km², dân số năm 1999 là 6302 người, mật độ dân số đạt 659 người/km².